# Hrvatini
Hrvatini (wł. Crevatini) – wieś w Słowenii, w gminie miejskiej Koper. 1 stycznia 2018 liczyła 1292 mieszkańców.